# Carlos Rovirosa Pérez International Airport
Carlos Rovirosa Pérez International Airport är en flygplats i Mexiko.   Den ligger i kommunen Centro och delstaten Tabasco, i den sydöstra delen av landet, 700 km öster om huvudstaden Mexico City. Carlos Rovirosa Pérez International Airport ligger 14 meter över havet.
Terrängen runt Carlos Rovirosa Pérez International Airport är platt. Runt Carlos Rovirosa Pérez International Airport är det tätbefolkat, med 427 invånare per kvadratkilometer. Närmaste större samhälle är Villahermosa, 12,0 km väster om Carlos Rovirosa Pérez International Airport. Trakten runt Carlos Rovirosa Pérez International Airport består till största delen av jordbruksmark.